# Sturm und Drang

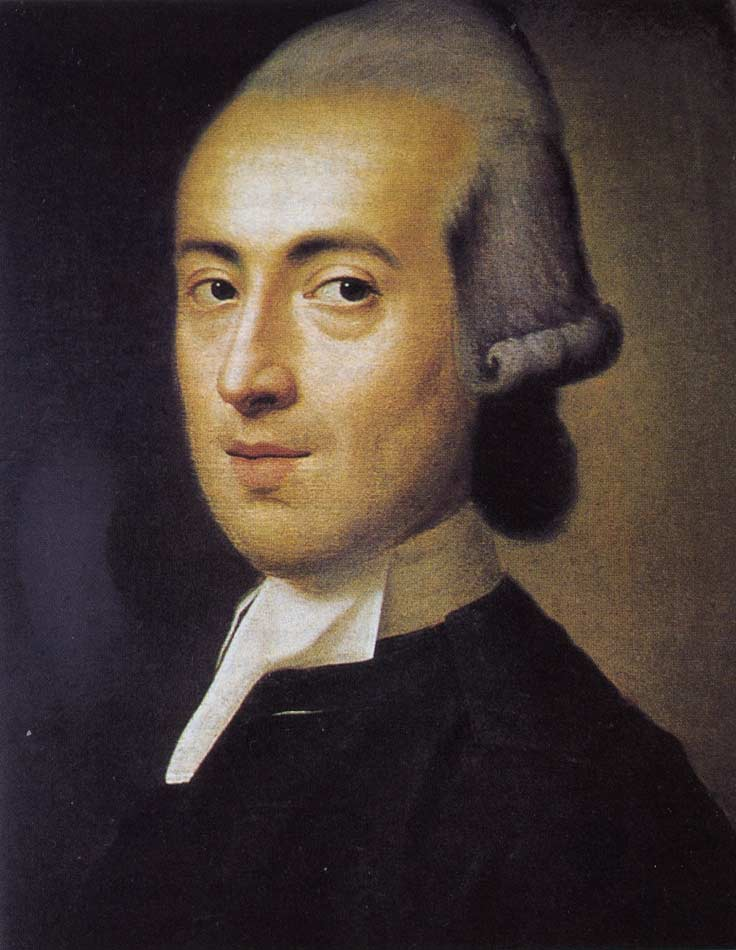
Johann Gottfried Von Herder

Sturm und Drang (traduït en català: 'Tempesta i empenta') va ser un moviment preromàntic alemany, principalment literari, però també musical i de les arts visuals, desenvolupat durant la segona meitat del segle xviii. Va succeir i es va oposar a la il·lustració alemanya o Aufklärung vers la dècada del 1770 i es va constituir en precursor del romanticisme. El nom prové d'una peça teatral de Friedrich Maximilian Klinger, Sturm und Drang, Tempesta i arravatament. Entre els precursors d'aquest moviment, hi ha Klopstock, Hamann i Herder, i entre els seus exponents Goethe i Schiller. Shakespeare i Rousseau, entre d'altres, en foren els inspiradors. Tanmateix, aquest moviment va tenir també la seva influència en la música i en les arts visuals.

## Història
Inicialment, va ser en les composicions operístiques en què es desenvolupà l'estètica Sturm und Drang, amb la finalitat d'augmentar-ne l'expressió emocional. En aquest sentit, cal subratllar l'òpera de Christoph Willibald Gluck, Orfeu i Eurídice, estrenada a Viena el 1762, com la primera obra en què es prescindeix d'arguments complicats, de partitures complexes i de virtuosismes vocals, per reflectir amb un llenguatge musical planer la magnitud dramàtica d'aquesta tragèdia grega. Sovint, se l'ha identificada com el primer intent de reformar l'anomenada òpera seria: àries i cors es lliguen de manera que formen unitats estructurals més llargues, tot donant un efecte continuadament dramàtic, en lloc de constituir una seqüència de moments diferents, amb una dèbil vinculació entre si.
Hi ha, a més, una manifestació clara i enèrgica d'unísons, síncopes i tonalitats menors tractats amb generositat, estètica que s'aprecia també en el ballet Don Joan d'aquest mateix autor, que l'acaba amb la tonalitat de re menor per tal d'evocar en l'oient un sentiment de por.
El Sturm und Drang es va estendre entre els anys 1767 i 1785. Va sorgir com a reacció —amb el suport de Johann Georg Hamann i sobretot per Johann Gottfried von Herder i el seu deixeble Goethe— contra el que era vist com una excessiva tradició literària racionalista. El seu rebuig a les regles del ferm estil neoclàssic del segle xviii situen el moviment com a part d'un moviment cultural molt més ampli: el romanticisme.
La figura simbòlica de Nathan, el savi jueu de Gotthold Ephraim Lessing, representant de la Il·lustració, s'enfronta així amb el Prometeu (1774) de Goethe, qui, en l'oda del mateix títol, fa una lloa del geni creador, rebel i independent contra tot el que està establert. A diferència dels freds models del neoclassicisme d'origen francès, l'Sturm und Drang va prendre el "sentiment" com a font d'inspiració, en contraposició a la raó, prenent com a models les obres de William Shakespeare i Jean-Jacques Rousseau.
Cal situar l'origen del moviment en Johann Georg Hamann. Mentre estudiava a Königsberg, la seua ciutat natal, teologia i ciències jurídiques, va fer una lectura intensiva de la Bíblia, que va suscitar en ell la crítica a la interpretació literal i racionalista de les Escriptures. Segons ell, Déu no havia parlat a la humanitat en la Bíblia apel·lant a la raó, sinó amb imatges i paràboles. És per això que la poesia, la literatura, era «la llengua materna del gènere humà» i calia atribuir-li un origen diví. La creació, la naturalesa, actua i es revela mitjançant els sentits i les passions, i els sentits i les passions «parlen per mitjà d'imatges i no entenen una altra cosa que imatges». Per a Hamann, les imatges i paràboles, la interpretació imaginativa de la creació del món i de la naturalesa contenien més veritat que les teories il·lustrades. En conseqüència, la literatura tenia un caràcter essencialment religiós, i en el poeta veia també, en certa manera, la personificació d'un segon creador.
Posteriorment, Herder va desenvolupar la idea de la literatura com a llengua primigènia de la humanitat, i la imatge del poeta creador va influenciar la discussió sobre el geni en l'Sturm und Drang. Però, mentre Hamann no considerava la llibertat del geni creador sinó en la consonància dels seus sentits i passions amb la natura, Herder va utilitzar el concepte de geni original ja en el Diari del meu viatge de l'any 1769, quan va debatre sobre el model de novel·la educativa de l'Émile de Rousseau (1762), en què trobà un sistema educatiu que no estava lligat a normes, sinó que havia de fomentar les capacitats creatives; el cos venia a ser com una extensió de l'ànima i no una àncora d'aquesta, de manera que l'alliberava amb les seues passions. Això va afegir un caràcter més profund a aquesta idea, que va continuar desenvolupant en el seu assaig Shakespeare (1773), en el qual va traspassar la seua exigència d'alliberament de les forces creatives en la literatura en general: d'aquesta manera, la literatura no consistiria en una mera imitació de models literaris, perquè la història mai no s'atura, sinó que es transformaria perquè és viva. Cada poble, cada època ha de crear la seua pròpia literatura. El geni poètic es destaca per «extraure de la seua substància una creació dramàtica natural, gran i original, a la manera en què els grecs ho van fer».

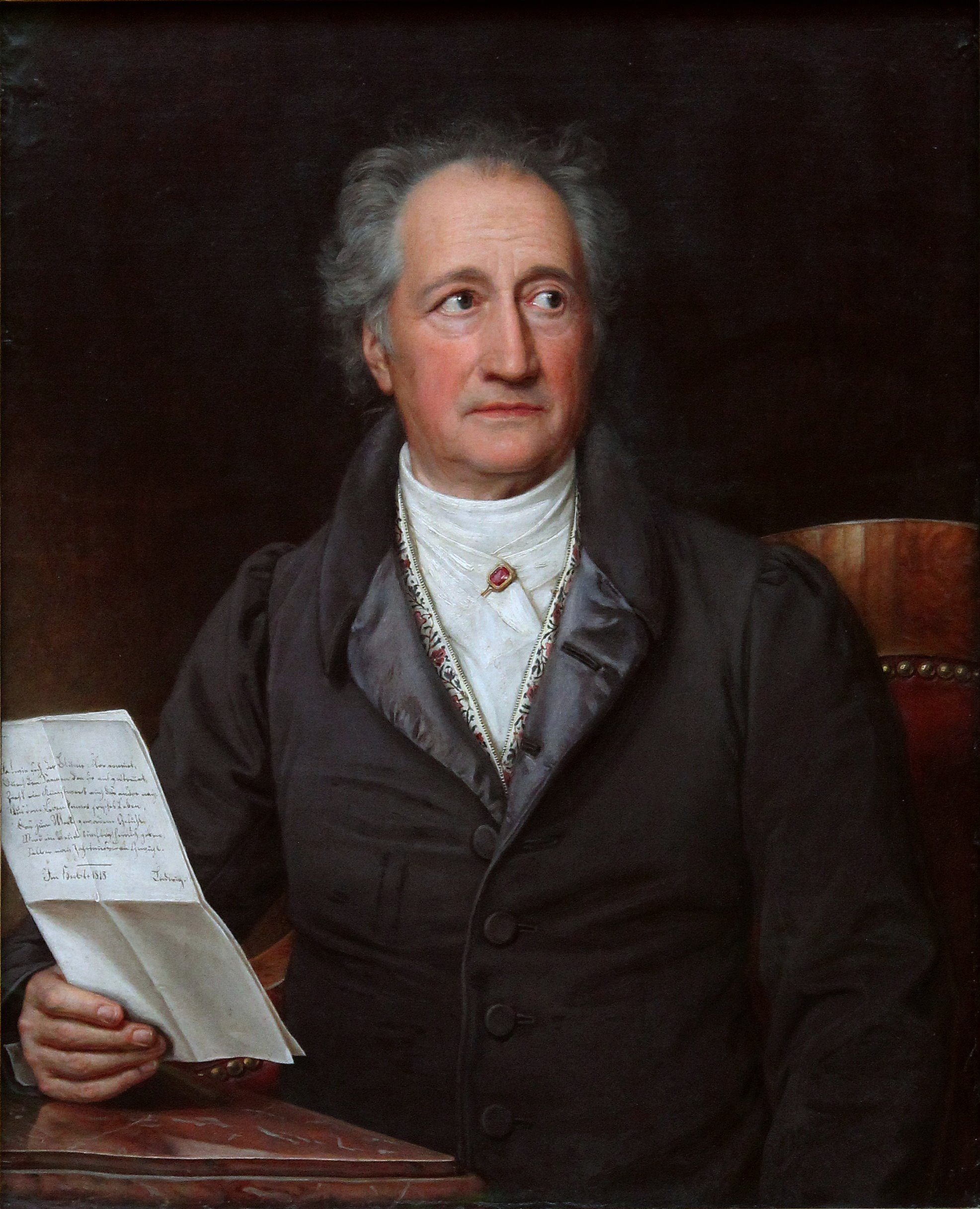
Johann Wolfgang von Goethe

El millor model n'era Shakespeare, «traductor de la naturalesa en totes les seues llengües», i «mortal dotat de força divina». De la mateixa manera que Shakespeare havia utilitzat temes nacionals per a construir una «totalitat viva», així els alemanys havien de recordar la seua pròpia història. Amb aquesta invitació, Herder insinuava el plans de Goethe de fer una obra dramàtica sobre Götz von Berlichingen, que havia de ser un dels puntals representatius de la nova estètica.
Posteriorment, Herder va arribar a la concepció d'una literatura natural com a expressió nacional i col·lectiva d'un poble. En la seua obra Sobre l'origen del llenguatge (1772), Herder planteja que el llenguatge és una forma de pensament, un diccionari de l'ànima. No té origen diví i prové de la naturalesa espiritual, no corporal i animal, de l'ésser humà. I llenguatge, poesia i mitologia, formen una unitat; el so converteix el llenguatge intern en extern. El llenguatge no és el mer embolcall del pensament, sinó el mateix instrument del pensament. El llenguatge representa l'ésser humà, i cada una de les llengües un poble; una personalitat col·lectiva o caràcter nacional que la parla al llarg de la història. D'ací va passar a interessar-se per l'antiga poesia cèltica del fals Ossian en el seu Extracte d'un epistolari sobre Ossian i les cançons de pobles antics (1773).
L'Sturm und Drang va ser revolucionari per la seua insistència en la "subjectivitat personal" i en el malestar de l'ésser humà davant la societat contemporània, encotillat per les diferències socials i les hipocresies morals. També va establir fermament autors alemanys com a líders culturals a Europa, en una època en què molts consideraven que França era el centre del desenvolupament literari. El moviment també es va distingir per la intensitat amb què va desenvolupar el tema del "geni de la joventut" en contra dels estàndards acceptats i pel seu entusiasme per la natura. La gran figura d'aquest moviment va ser Goethe, qui va escriure el primer drama important del moviment, Götz von Berlichingen (1773), i la seua novel·la més representativa, Die Leiden des jungen Werthers, Les tribulacions del jove Werther (1774). Altres escriptors d'importància en van ser Klopstock, Jakob Michael Reinhold Lenz, qui va escriure els cèlebres drames El preceptor (1774) i Els soldats (1776); Heinrich Leopold Wagner, autor del drama La infanticida (1776), mort prematurament, i Friedrich Müller. L'última figura important en va ser Friedrich von Schiller: Die Räuber i altres de les seues obres primerenques van ser també un preludi del romanticisme.

## Sturm und Drang a la música
Pel que fa a la música i amb relació a l'estètica anterior de la il·lustració, la raó és substituïda, com a font d'inspiració, pel sentiment. Es considera, doncs, que l'òrgan per mitjà del qual s'accedeix a l'obra d'art és el sentiment i no l'intel·lecte. Desapareix el gust per allò agradable, senzill i refinat, per l'ordre i l'equilibri, i s'imposen els canvis bruscos i els tons menors, per tal d'aconseguir una atmosfera en certa manera destructiva o depriment. Justament, aquesta atmosfera negativa diferenciarà la seva estètica de la del romanticisme posterior, en què es pretendrà assolir un ambient ja més positiu.
Els temes principals de les obres influïdes per aquesta estètica musical acostumen a ser angulars, amb grans salts. Els tempos i les dinàmiques de les obres canvien bruscament, de manera imprevista.
La intensitat emocional, la subjectivitat en l'expressió i la rebel·lió contra les convencions socials i artístiques són traslladades a la música mitjançant una extensa gamma de recursos: intervals amplis, dissonàncies intenses, síncopes àgils, passatges en trèmolo, textures denses, frases irregulars, activitat en registres alts, cadències en suspens, silencis inesperats i contrastos abruptes de dinàmica, de textures, d'harmonies i de ritme. Amb la creació d'una tensió reforçada i la inclusió d'una apassionada gravetat, es vol aconseguir un nou sentit dramàtic, aliè ja al classicisme.

### Els fills de Bach i altres autors posteriors
Aquest corrent tindrà també la seva repercussió en quatre dels fills de Johann Sebastian Bach. Hom pot apreciar aquesta estètica en simfonies, concerts i sonates per a teclat de Carl Philipp Emanuel Bach, un dels màxims exponents de l'estètica anomenada Empfindsamer Stil, que serà, en certa manera, una de les variants de l'Sturm und Drang. En aquest músic, per al qual “cal estar commogut per a poder commoure”, es dona un punt de fantasia que, fins i tot, arriba a l'excentricitat en algunes de les seves sonates. L'estètica d'aquest moviment es troba, doncs, força explícita i palpable en la seva música, particularment, en les obres del seu tercer període creatiu (Hamburg, 1769-1788), en què el seu llenguatge esdevé altament sentimental. Però també hom pot apreciar connotacions d'aquest moviment en la simfonia núm. 6 de l'op. 6 del seu germà Johann Christian Bach, en l'oratori Auferweckung des Lazaro (La resurrecció de Llàtzer) de Johann Christoph Friedrich Bach i en l'Adagio i fuga en re menor de Wilhelm Friedemann Bach.
De la mateixa manera, s'evidencia una influència d'aquesta estètica en altres autors posteriors: Luigi Boccherini aconsegueix donar un grau d'excitació, propi d'aquest moviment, en la seva simfonia núm. 12. També Muzio Clementi, a l'inici de la seva sonata per a piano op. 2, núm. 2, usa diversos recursos propis de l'Sturm und Drang, com la inexistència d'abillaments, la imitació en els registres aguts de les trompetes i l'ús del trèmolo orquestral en el registre baix.

### F. J. Haydn
Malgrat que autors com Goethe havien suggerit que Franz Joseph Haydn “fa el que fa sense exaltació […] amb innocència i ironia”, allunyat, per tant, de les improvisades melancolies de l'Sturm und Drang, l'estètica d'aquest moviment s'evidencia en un determinat nombre de simfonies –particularment, en aquelles escrites en un to menor– que han passat a la història justament amb el nom de Sturm und Drang. Són obres en què, efectivament, Haydn cuida encara la forma i la unitat, pròpies del classicisme, però, alhora, hi introdueix un apassionament, característic d'aquesta estètica. Malgrat ser la tonalitat l'element unificador de qualsevol composició musical del classicisme, Haydn utilitzarà simbòlicament la transgressió del llenguatge musical per a aconseguir la idea de caos i el to menor com a vehicle per a expressar les seves idees, fins a cert punts esvalotades.
En són un bon exemple les simfonies núm. 26, 44, 45 i 49, totes aquestes en to menor, i el quartet de cordes núm. 23, també en fa menor. En l’Andante o più tosto Allegretto de la simfonia núm. 59, després d'iniciar-se amb un tema per a corda, es produeixen dues reaparicions molt efectistes del motiu inicial amb un marcat canvi dinàmic i la incorporació sobtada d'oboès i trompes, que atorguen majestuositat a l'acabament i que evidencien una de les característiques de l'Sturm und Drang.

### W. A. Mozart
També hi ha un període en la vida de Wolfgang Amadeus Mozart en què va rebre la influència, de manera conscient, d'aquesta estètica. Es nota, sobretot, en la seva simfonia núm. 25, escrita el 1773 en una tonalitat menor, gens habitual en Mozart. Farcida de síncopes i de moments agitats, de xocs harmònics, de jocs contrapuntístics en el primer moviment i d'un cert dramatisme, evidencia les característiques en aquesta obra del moviment Sturm und Drang.

## Un moviment de transició vers el romanticisme
L'estètica musical Sturm und Drang va contribuir a canviar la idea del sotmetiment de l'expressió a esquemes preestablerts, tal com es feia en el classicisme, per aconseguir engendrar una forma nova creada per si mateixa, un dels trets característics que desenvoluparà posteriorment l'estètica romàntica. 

## Relació d'autors i obres destacades
- Johann Wolfgang von Goethe (1749-1832)
  - Zum Shakespeares-Tag, 1771
  - Sesenheimer Lieder, 1770-71
  - Prometheus, 1772-1774
  - Götz von Berlichingen (drama), 1773
  - Clavigo, 1774
  - Die Leiden des jungen Werthers (novel·la), 1774
  - Mahomets Gesang, 1774
  - Adler und Taube, 1774
  - An Schwager Kronos, 1774
  - Gedichte der Straßburger und Frankfurter Zeit, 1775
  - Stella. Ein Schauspiel für Liebende, 1776
  - Die Geschwister, 1776
- Friedrich Schiller (1759-1805) 
  - Die Räuber (drama), 1781
  - Die Verschwörung des Fiesko zu Genua, 1783
  - Kabale und Liebe (drama), 1784
  - An die Freude, 1785
- Jakob Michael Reinhold Lenz (1751-1792) 
  - Anmerkung über das Theater nebst angehängtem übersetzten Stück Shakespeares, 1774
  - Der Hofmeister oder Vorteile der Privaterziehung (drama), 1774
  - Lustspiele nach dem Plautus fürs deutsche Theater, 1774
  - Die Soldaten (drama), 1776
- Friedrich Maximilian Klinger (1752-1831) 
  - Das leidende Weib, 1775
  - Sturm und Drang (drama), 1776
  - Die Zwillinge (drama), 1776
  - Simsone Grisaldo, 1776
- Gottfried August Bürger (1747-1794)
  - Lenore, 1773
  - Gedichte, 1778
  - Wunderbare Reisen zu Wasser und zu Lande, Feldzüge und lustige Abenteuer des Freiherren von Münchhausen, 1786
- Heinrich Wilhelm von Gerstenberg (1737-1823)
  - Gedichte eines Skalden, 1766
  - Briefe über Merkwürdigkeiten der Literatur, 1766-67
  - Ugolino, 1768
- Johann Georg Hamann (1730-1788)
  - Sokratische Denkwürdigkeiten für die lange Weile des Publikums zusammengetragen von einem Liebhaber der langen Weile, 1759
  - Kreuzzüge des Philologen, 1762
- Johann Jakob Wilhelm Heinse (1746-1803):
- Ardinghello und die glückseligen Inseln, 1787
- Johann Gottfried Herder (1744-1803)
  - Fragmente über die neuere deutsche Literatur, 1767-68
  - Kritische Wälder oder Betrachtungen, die Wissenschaft und Kunst des Schönen betreffend, nach Maßgabe neuerer Schriften, 1769
  - Journal meiner Reise im Jahre, 1769
  - Abhandlung über den Ursprung der Sprache, 1770
  - Von deutscher Art und Kunst, einige fliegende Blätter, 1773
  - Volkslieder, 1778-79
  - Vom Geist der Hebräischen Poesie, 1782-83
  - Ideen zur Philosophie der Geschichte der Menschheit, 1784-91